# Hercules A
Pour les articles homonymes, voir Hercule (homonymie).
Ne doit pas être confondu avec Galaxie naine d'Hercule.
Hercules A est une galaxie elliptique en lumière visible. Cependant, en ondes radio, des jets de plasma de plus d'un million d'années-lumière apparaissent. Des analyses détaillées montrent que la galaxie centrale, également connue sous le nom de 3C 348, est en fait plus de 1000 fois plus massive que la Voie lactée, et son trou noir est près de 1000 fois plus massif que le trou noir au centre de notre propre galaxie. La physique qui crée les jets de matière est mal comprise, la source d'énergie la plus probable étant de la matière retombant vers le trou noir central.
Le diamètre galactique de Hercules A est de 1 500 000 années-lumière ; elle est située à 2,1 milliards d'années-lumière de notre Soleil.